# مییاوا
مییاوا (به آلمانی: Miawa) یک شهرک در اسلواکی با جمعیت ۱۲٬۸۱۱ نفر است که در Myjava District واقع شده‌است.